# Stichtagsammlung
Die Stichtagsammlung (auch: Zeitungsstichtagssammlung) soll anhand von Stichproben einen genauen Überblick über den Zustand der deutschen Tagespresse geben. 

## Methode und Ergebnisse
Die Grundlage der Stichtagsammlung bildet die Sichtung und Analyse von Original-Zeitungsexemplaren. Bei dieser Methode werden alle existierenden Zeitungen gesammelt, die an einem oder mehreren vorher bestimmten Stichtagen auf dem zu untersuchenden Markt erschienen sind, um sie anhand  von Originalexemplaren nach verschiedenen Merkmalen zu klassifizieren. Die  Klassifikationen bauen dabei hauptsächlich auf Merkmalen auf, die den Originalexemplaren zu entnehmen sind. Daraus entstanden die heute in der Pressestatistik benutzten Kategorien „Publizistische Einheiten“, „Verlage als Herausgeber“ und „Ausgaben“.
Der Zeitungswissenschaftler Günther Ost regte bereits 1932 an, Stichtagsammlungen als Methode zu benutzen, um offene Fragen der Zeitungsstatistik zuverlässig beantworten zu können. Stichtagsammlungen für die deutsche Presse wurden jedoch erst 1954 (damals am Institut für Publizistik der Universität Münster) vorgenommen, 1964, 1967, 1976, 1989 und 1994 wiederholt. 2004 und 2012 wurden (mit Unterstützung des Instituts für Journalistik und Kommunikationsforschung der Hochschule für Musik, Theater und Medien Hannover und gefördert von der Deutschen Forschungsgemeinschaft) die siebte und achte Stichtagsammlung ausgeführt. Die Originalexemplare sind im Institut für Zeitungsforschung Dortmund deponiert und durch das Mikrofilmarchiv der deutschsprachigen Presse e.V. verfilmt worden. Dokumentiert wurden die bisherigen Stichtagsammlungen von Walter J. Schütz. In den zwei Bänden der Veröffentlichung „Zeitungen in Deutschland. Verlage und ihr publizistisches Angebot. 1949–2004“ sind bibliografische Angaben zu den 10.119 in den Stichtagsammlungen bis dahin vorliegenden Zeitungsausgaben sowie Register der Titel und Verlagsorte enthalten. Fortschreibungen der aus den Stichtagsammlungen gewonnenen zeitungsstatistischen Daten erschienen im Abstand von zwei Jahren in der Zeitschrift Media Perspektiven, zuletzt in Ausgabe 9/2009. In Ausgabe 11/2012 erschienen die Ergebnisse der achten Stichtagsammlung. In Ausgabe 11/2013 geben die kurzen Tabellen Tagespresse: Statistik im Überblick und Tagespresse: Publizistische Einheiten, Ausgaben und Auflagen nach Vertriebsformen einen groben Überblick über die statistischen Ergebnisse der acht Stichtagsammlungen.